# Phlogophora kruegeri
Phlogophora kruegeri is een vlinder uit de familie uilen (Noctuidae). De wetenschappelijke naam is voor het eerst geldig gepubliceerd in 2006 door Saldaitis & Ivinskis.
De soort komt voor in Europa.